# 格林鎮區 (愛荷華州弗里蒙特縣)
格林鎮區（英語：Green Township）是位於美國愛荷華州弗里蒙特縣的一個行政鎮區。

## 地方資料
根據2010年美國人口普查的數據，格林鎮區的面積為89.14平方千米，當中陸地面積為89.10平方千米，而水域面積為0.04平方千米。當地共有人口281人，而人口密度為每平方千米3.15人。